# 1. Tennis-Bundesliga (Damen) 2022
Die 1. Tennis-Bundesliga der Damen wurde 2022 zum 23. Mal ausgetragen, insgesamt sieben Mannschaften gingen an den Start. Aufsteiger waren der TC 1899 Blau-Weiss Berlin aus der 2. Bundesliga Nord und das Bauknecht-Team Vaihingen/Rohr des TC BW Vaihingen-Roh aus der 2. Bundesliga Süd.
Meister wurde wie im Vorjahr der TC Bredeney, während der Aufsteiger aus Vaihingen-Rohr wieder in die 2. Bundesliga abstiegen. Die Entscheidung um die Meisterschaft fiel dabei bereits einen Spieltag vor Schluss und auch durch den direkten Sieg am letzten Spieltag konnte der TK Blau-Weiss Aachen den TC Bredeney nicht mehr einholen, sich aber die Vizemeisterschaft sichern.

## Spieltage und Mannschaften
| Spieltage                                |
| ---------------------------------------- |
| 1. Spieltag: Fr, 6. Mai 2022, 13:00 Uhr  |
| 2. Spieltag: So, 8. Mai 2022, 11:00 Uhr  |
| 3. Spieltag: Sa, 14. Mai 2022, 12:00 Uhr |
| 4. Spieltag: So, 29. Mai 2022, 11:00 Uhr |
| 5. Spieltag: Sa, 4. Juni 2022, 12:00 Uhr |
| 6. Spieltag: Sa, 2. Juli 2022, 12:00 Uhr |
| 7. Spieltag: Sa, 9. Juli 2022, 12:00 Uhr |

| Mannschaften                      |
| --------------------------------- |
| Bauknecht-Team Vaihingen/Rohr (A) |
| TC 1899 Blau-Weiss Berlin (A)     |
| TC Blau-Weiß Dresden-Blasewitz    |
| TC Bredeney                       |
| TC Bad Vilbel                     |
| TEC Waldau                        |
| TK Blau-Weiss Aachen              |

## Abschlusstabelle
|     | Mannschaft                        | Begegnungen | Punkte | Matches | Sätze | Spiele  |
| --- | --------------------------------- | ----------- | ------ | ------- | ----- | ------- |
| 01. | TC Bredeney (M)                   | 6           | 10:2   | 41:13   | 86:30 | 591:384 |
| 02. | TK Blau-Weiss Aachen              | 6           | 10:2   | 36:18   | 75:46 | 538:428 |
| 03. | TEC Waldau                        | 6           | 6:6    | 21:33   | 51:77 | 456:521 |
| 04. | TC Blau-Weiß Dresden-Blasewitz    | 6           | 4:8    | 27:27   | 68:63 | 506:498 |
| 05. | TC 1899 Blau-Weiss Berlin (N)     | 6           | 4:8    | 23:31   | 55:74 | 447:534 |
| 06. | TC Bad Vilbel                     | 6           | 4:8    | 21:33   | 54:71 | 460:507 |
| 07. | Bauknecht-Team Vaihingen/Rohr (N) | 6           | 4:8    | 20:34   | 47:75 | 423:549 |

|                      |                                                               |
| Zum Saisonende 2021: |                                                               |
| (M)                  | Meister, Meister in der Vorsaison                             |
| (N)                  | Neuling, Aufsteiger aus der 2. Tennis-Bundesliga (Damen) 2021 |

| Zum Saisonende 2022:                                                                                   |
| Meister: TC Bredeney Absteiger in die 2. Tennis-Bundesliga (Damen) 2023: Bauknecht-Team Vaihingen/Rohr |

## Mannschaftskader
| Pos. | Name                       |
| ---- | -------------------------- |
| 1    | Nadia Podoroska            |
| 2    | Paula Ormaechea            |
| 3    | Valentini Grammatikopoulou |
| 4    | Yvonne Cavalle-Reimers     |
| 5    | Angela Fita Boluda         |
| 6    | Angelica Moratelli         |
| 7    | Miriam Bianca Bulgaru      |
| 8    | Celia Cerviño Ruiz         |
| 9    | Emily Seibold              |
| 10   | Denisa Hindova             |
| 11   | Antonia Schmidt            |
| 12   | Nikoline Gullacksen        |
| 13   | Kathrin Wörle-Scheller     |
| 14   | Vivien Kutacova            |
| 15   | Jasmin Kling               |
| 16   | Fabienne Holz              |

| Pos. | Name                    |
| ---- | ----------------------- |
| 1    | Rebecca Peterson        |
| 2    | Lucia Bronzetti         |
| 3    | Ylena In-Albon          |
| 4    | Linda Noskova           |
| 5    | Aliona Bolsova          |
| 6    | Seone Mendez            |
| 7    | Jesika Malečková        |
| 8    | Iryna Shymanovich       |
| 9    | Andreea Amalia Rosca    |
| 10   | Anna Klasen             |
| 11   | Martina Colmegna        |
| 12   | Tiziana-Marie Schomburg |
| 13   | Kristyna Lavickova      |
| 14   | Charlotte Klasen        |
| 15   | Imke Schlünzen          |
| 16   | Vanessa Reinicke        |

| Pos. | Name              |
| ---- | ----------------- |
| 1    | Tereza Martincova |
| 2    | Andrea Petkovic   |
| 3    | Kristína Kučová   |
| 4    | Dalma Galfi       |
| 5    | Maddison Inglis   |
| 6    | Reka-Luca Jani    |
| 7    | Varvara Flink     |
| 8    | Rebecca Šramková  |
| 9    | Maja Chwalińska   |
| 10   | Tereza Smitkova   |
| 11   | Francisca Jorge   |
| 12   | Fanny Stollar     |
| 13   | Nicoleta Dascalu  |
| 14   | Lara Schmidt      |
| 15   | Anastasia Detiuc  |
| 16   | Vivian Heisen     |

| Pos. | Name                |
| ---- | ------------------- |
| 1    | Laura Siegemund     |
| 2    | Arantxa Rus         |
| 3    | Tatjana Maria       |
| 4    | Bernarda Pera       |
| 5    | Jule Niemeier       |
| 6    | Irina Bara          |
| 7    | Mihaela Buzarnescu  |
| 8    | Anna Blinkova       |
| 9    | Mandy Minella       |
| 10   | Stefanie Vögele     |
| 11   | Barbara Haas        |
| 12   | Anna-Lena Friedsam  |
| 13   | Katharina Gerlach   |
| 14   | Katharina Hobgarski |
| 15   | Indy de Vroome      |
| 16   | Stephanie Wagner    |

| Pos. | Name               |
| ---- | ------------------ |
| 1    | Jelena Ostapenko   |
| 2    | Jasmine Paolini    |
| 3    | Maryna Zanevska    |
| 4    | Kirsten Flipkens   |
| 5    | Wiktorija Tomowa   |
| 6    | Ekaterine Gorgodze |
| 7    | Lesley Kerkhove    |
| 8    | Lucrezia Stefanini |
| 9    | Susan Bandecchi    |
| 10   | Bibiane Schoofs    |
| 11   | Richel Hogenkamp   |
| 12   | Antonia Lottner    |
| 13   | Jessica Pieri      |
| 14   | Lara Arruabarrena  |
| 15   | Bianca Turati      |
| 16   | Mara Guth          |

| Pos. | Name                 |
| ---- | -------------------- |
| 1    | Katerina Siniakova   |
| 2    | Ana Bogdan           |
| 3    | Olga Danilovic       |
| 4    | Linda Fruhvirtova    |
| 5    | Dalila Jakupovic     |
| 6    | Anna Zaja            |
| 7    | Brenda Fruhvirtova   |
| 8    | Kamilla Bartone      |
| 9    | Alexandra Vecic      |
| 10   | Anna Gabric          |
| 11   | Katarzyna Piter      |
| 12   | Kimberley Zimmermann |
| 13   | Laura Schaeder       |
| 14   | Anita Wagner         |
| 15   | Savannah Broadus     |
| 16   | Valentina Steiner    |

| Pos. | Name                |
| ---- | ------------------- |
| 1    | Anna Bondar         |
| 2    | Greetje Minnen      |
| 3    | Panna Udvardy       |
| 4    | Martina Trevisan    |
| 5    | Aleksandra Krunic   |
| 6    | Arianne Hartono     |
| 7    | Marina Melnikova    |
| 8    | Ysaline Bonaventure |
| 9    | Timea Babos         |
| 10   | Quirine Lemoine     |
| 11   | Magali Kempen       |
| 12   | Eva Vedder          |
| 13   | Lara Salden         |
| 14   | Marie Benoit        |
| 15   | Sofia Costoulas     |
| 16   | Elyne Boeykens      |

## Ergebnisse
Die am jeweiligen Tag spielfreie Mannschaft wird nicht aufgeführt.
| Datum/Uhrzeit    | Heimmannschaft                  | Gastmannschaft                  | Matches | Sätze | Spiele |
| ---------------- | ------------------------------- | ------------------------------- | ------- | ----- | ------ |
| Fr. 06.05. 13:00 | Team Ladival TC Bad Vilbel      | Bauknecht-Team Vaihingen/Rohr 1 | 6:3     | 14:07 | 95:62  |
| Fr. 06.05. 13:00 | TEC Waldau Stuttgart 1          | TC 1899 Blau-Weiss Berlin       | 5:4     | 10:11 | 80:85  |
| Fr. 06.05. 13:00 | TK BW Aachen 1                  | BW DD Blasewitz                 | 7:2     | 15:08 | 94:64  |
| So. 11.05. 11:00 | TC 1899 Blau-Weiss Berlin       | Team Ladival TC Bad Vilbel      | 8:1     | 16:07 | 96:79  |
| So. 11.05. 11:00 | BW DD Blasewitz                 | TC Bredeney 1                   | 4:5     | 09:12 | 78:94  |
| So. 11.05. 11:00 | Bauknecht-Team Vaihingen/Rohr 1 | TEC Waldau 1                    | 2:7     | 07:15 | 51:96  |
| Sa. 14.05. 12:00 | BW DD Blasewitz                 | Team Ladival TC Bad Vilbel      | 6:3     | 14:06 | 101:54 |
| Sa. 14.05. 12:00 | TC Bredeney 1                   | Bauknecht-Team Vaihingen/Rohr 1 | 6:3     | 13:06 | 100:70 |
| Sa. 14.05. 12:00 | TK BW Aachen 1                  | TC 1899 Blau-Weiss Berlin       | 8:1     | 17:03 | 107:45 |
| So. 29.05. 11:00 | Bauknecht-Team Vaihingen/Rohr 1 | TK BW Aachen 1                  | 2:7     | 04:14 | 64:99  |
| So. 29.05. 11:00 | TEC Waldau Stuttgart 1          | BW DD Blasewitz                 | 2:7     | 07:15 | 84:95  |
| So. 29.05. 11:00 | TC 1899 Blau-Weiss Berlin       | TC Bredeney 1                   | 1:8     | 04:16 | 65:99  |
| Sa. 04.06. 11:00 | Bauknecht-Team Vaihingen/Rohr 1 | BW DD Blasewitz                 | 5:4     | 11:10 | 88:87  |
| Sa. 04.06. 11:00 | TC Bredeney 1                   | TEC Waldau 1                    | 9:0     | 18:00 | 110:43 |
| Sa. 04.06. 11:00 | Team Ladival TC Bad Vilbel      | TK BW Aachen 1                  | 7:2     | 15:04 | 106:56 |
| Sa. 02.07. 11:00 | BW DD Blasewitz                 | TC 1899 Blau-Weiss Berlin       | 4:5     | 12:12 | 81:84  |
| Sa. 02.07. 11:00 | Team Ladival TC Bad Vilbel      | TC Bredeney 1                   | 0:9     | 01:18 | 42:106 |
| Sa. 02.07. 11:00 | TK BW Aachen 1                  | TEC Waldau 1                    | 7:2     | 15:07 | 96:67  |
| Sa. 09.07. 11:00 | TEC Waldau 1                    | Team Ladival TC Bad Vilbel      | 5:4     | 12:11 | 86:84  |
| Sa. 09.07. 11:00 | TC 1899 Blau-Weiss Berlin       | Bauknecht-Team Vaihingen/Rohr 1 | 4:5     | 09:12 | 72:88  |
| Sa. 09.07. 11:00 | TC Bredeney 1                   | TK BW Aachen 1                  | 4:5     | 09:10 | 82:86  |